# Armoracia sisymbrioides
Armoracia sisymbrioides är en korsblommig växtart som först beskrevs av Dc., och fick sitt nu gällande namn av Aimo Kaarlo Cajander. Armoracia sisymbrioides ingår i släktet pepparrötter, och familjen korsblommiga växter. Inga underarter finns listade i Catalogue of Life.